# Шеггерот
Шеггерот (нем. Scheggerott) — община в Германии, в земле Шлезвиг-Гольштейн. 
Входит в состав района Шлезвиг-Фленсбург. Подчиняется управлению Зюдербраруп.  Население составляет 366 человек (на 31 декабря 2010 года). Занимает площадь 6,32 км².